# 列奥米尔陨石坑
列奥米尔陨石坑（Réaumur）是中央湾南岸的一座大撞击坑，位于月球正面中部附近，其名称取自法国科学家勒内-安托万·费尔绍·德·列奥米尔（1683-1757年），1935年被国际天文学联合会正式批准接受。

## 描述

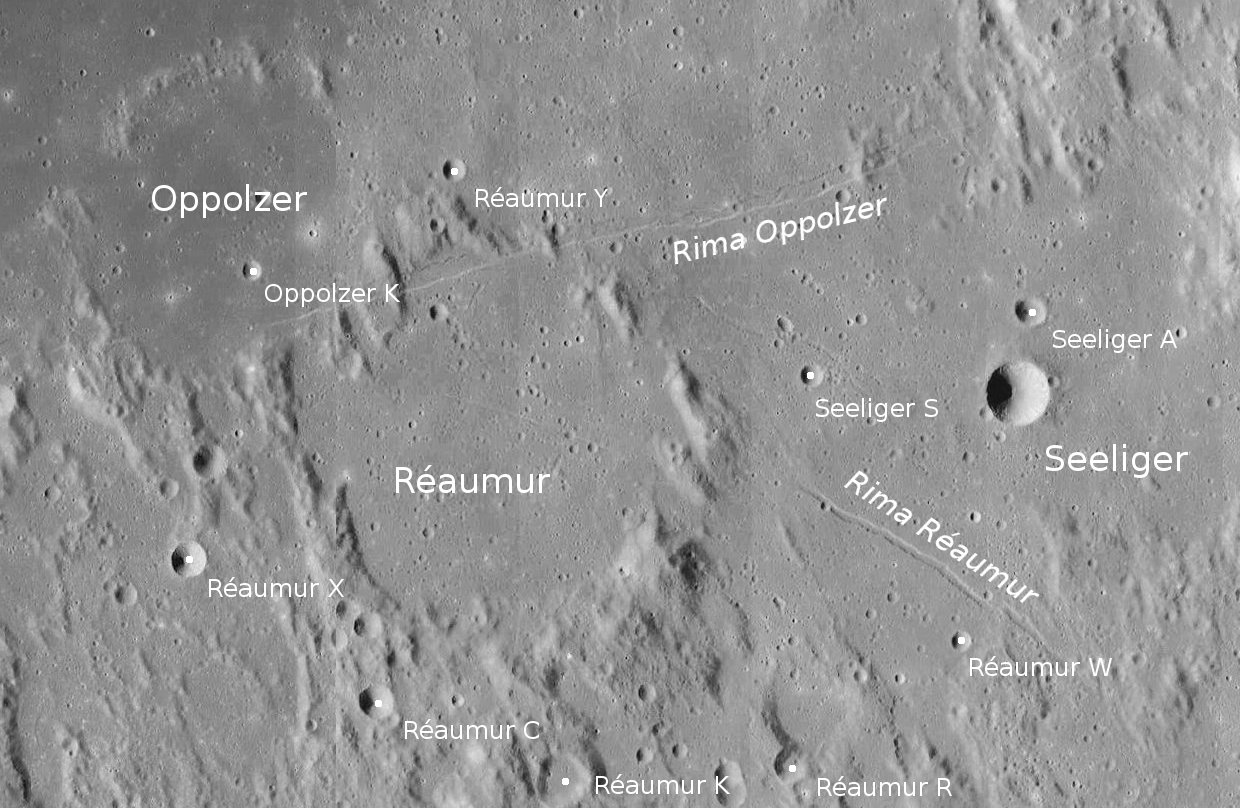
列奥米尔陨石坑周边地貌，月球勘测轨道飞行器拍摄。

该陨坑西北与奥波尔策陨石坑相连、东面毗邻泽利格陨坑、东南坐落着依巴谷环形山、北面是二座小陨坑布鲁斯和布莱格、往南则为于尔登陨石坑、史波勒陨石坑位于它的西南、而弗拉马利翁环形山则在它的西侧。奥波尔策月溪从它的北部横穿而过，而列奥米尔月溪起始于它的外壁东侧并向东南方延伸。该陨坑的中心月面坐标为2°24′S 0°42′E / 2.4°S 0.7°E，直径51.3公里，深度820米。
列奥米尔陨石坑呈多边形状，外缘损毁较重并被熔岩填塞。坑壁平坦，间杂着许多裂口，形成一圈由山峰和山脊构成的断裂环，南部坑壁连接山区地形。碗状的坑底较为平整，表面点缀着众多的小陨坑。

## 卫星陨石坑
按照惯例，最靠近列奥米尔陨石坑的卫星坑在月图上以字母标注在该坑中心点的旁边。
| 列奥米尔 | 月面坐标                      | 直径, 公里 |
| -------- | ----------------------------- | ---------- |
| A        | 4°20′S 0°13′E / 4.33°S 0.21°E | 15,0       |
| B        | 4°16′S 0°50′E / 4.26°S 0.83°E | 3,8        |
| C        | 3°30′S 0°13′E / 3.5°S 0.21°E  | 4,3        |
| D        | 0°14′S 2°46′E / 0.24°S 2.76°E | 4,0        |
| K        | 3°49′S 1°01′E / 3.82°S 1.01°E | 6,9        |
| R        | 3°31′S 2°06′E / 3.51°S 2.1°E  | 13,0       |
| W        | 3°15′S 2°44′E / 3.25°S 2.74°E | 2,6        |
| X        | 2°55′S 0°39′E / 2.92°S 0.65°E | 4,5        |
| Y        | 1°18′S 0°32′E / 1.3°S 0.54°E  | 3,0        |

̪

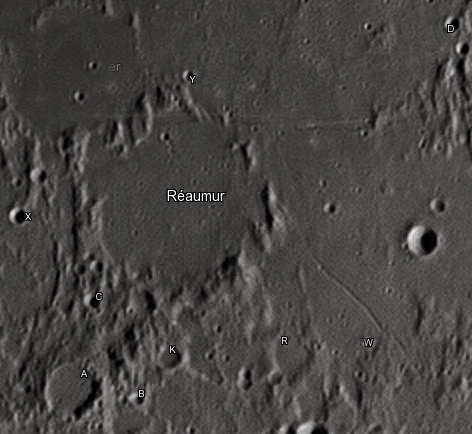
戴维·坎贝尔图片.

- 卫星陨石坑"列奥米尔 E"为同心环撞击坑。